# Хангерфорд, Энн
Энн, леди Хангерфорд (урожденная Дормер; англ. Anne, Lady Hungerford; 1525 — 1603, Лёвен) — английская дама королевского двора во время правления королевы Марии I и поэтесса.

## Биография
Одна из дочерей сэра Уильяма Дормера (? — 1575) от его первой жены Мэри, дочери сэра Уильяма Сидни и Энн (урожденной Пакенхэм). Она была сестрой Джейн Дормер, фрейлины королевы Марии I Тюдор, а затем жены герцога Фериа. И Энн, и Джейн были выдающимися бунтарками.
В 1558 году королева Мария дала разрешение сэру Уолтеру Хангерфорду, который ранее был женат на фрейлине королевы Энн Бассет, жениться вторым браком на Энн Дормер. В 1568 году Хангерфорд подал в суд на развод, утверждая, что его жена пыталась отравить его несколькими годами ранее, и что она совершила прелюбодеяние с Уильямом Дарреллом (из Литлкота, Уилтшир), и родила от него ребенка.
Уолтер Хангерфорд не смог доказать обвинения в суде и впоследствии провел три года во Флитской тюрьме за отказ поддержать жену или выплатить 250 фунтов стерлингов в качестве судебных издержек, присужденных ему по иску о разводе. Два письма леди Хангерфорд, написанные в 1570 году, говорят о ее бедственном положении. Через графа Лестера леди Хангерфорд в 1571 году получила лицензию на посещение своей умирающей бабушки Джейн Дормер (урожденной Ньюдигейт), которая жила в английской католической общине эмигрантов в Лёвене. Она так и не вернулась в Англию, решив остаться в Бельгии. 29 марта 1586 года она написала из Намюра сэру Фрэнсису Уолсингему письмо с просьбой защитить ее дочерей от попыток мужа лишить их наследства.
В своем завещании от 14 ноября 1595 года Уолтер Хангерфорд оставил две фермы своей любовнице Марджери Брайт, а остаток своего имущества — сводному брату сэру Эдварду Хангерфорду, а остальное — наследникам [мужского пола]… «от любой женщине», на которой он [Эдвард] должен «впоследствии жениться». После составления завещания, услышав слухи о смерти его жены, Хангерфорд женился на Марджери Брайт.
Сэр Уолтер Хангерфорд умер в декабре 1596 года в Фарли-Хангерфорде, Сомерсет, и ему наследовал его сводный брат, на которого подали в суд и леди Энн Хангерфорд, и Марджери Брайт из-за приданого. Леди Хангерфорд получила «щедрое» приданое, и умерла в Лёвене в 1603 году. Неясно, получила ли Марджери Брайт приданое.

## Брак и дети
У сэра Уолтера и леди Энн Хангерфорд были сын и три дочери:
- Эдмунд Хангерфорд, который умер в декабре 1585 года бездетным[10] .
- Сьюзен Хангерфорд, 1-й муж — Майкл Эрнли из Каннингса, Уилтшир, 2-й муж — Джон Моринг, 3-й муж — сэр Кэрью Рейнольдс, член Палаты общин от Каллингтона.
- Люси Хангерфорд, 1-й муж — сэр Джон Сент-Джон из Лидьярда Трегоза, 2-й муж — сэр Энтони Хангерфорд из Блэк-Буртона
- Джейн Хангерфорд, вышедшая замуж за сэра Джона Карна из Юэнни, Гламорганшир, Уэльс.